# Tádžická kuchyně

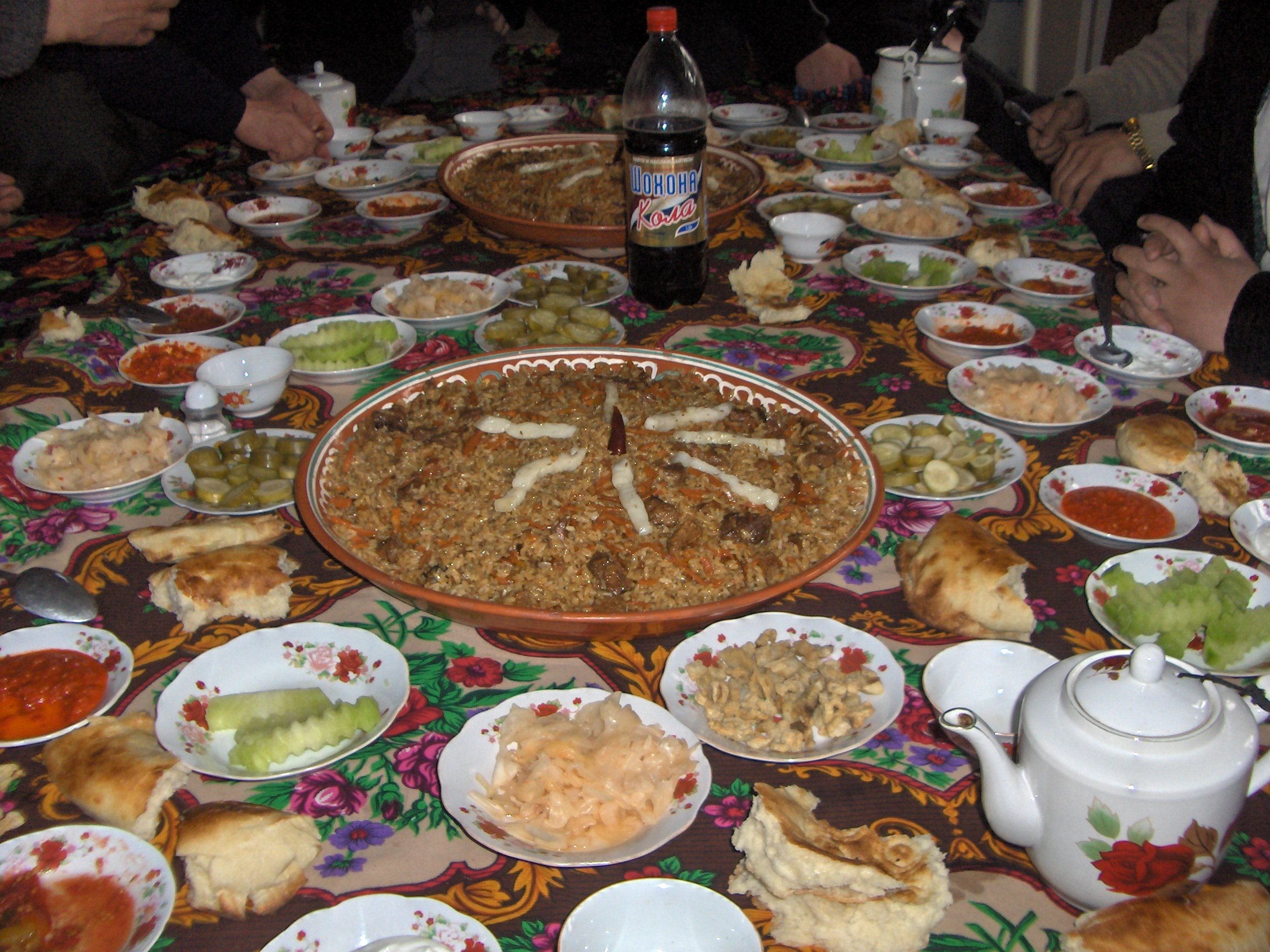
Pilaf a další tádžické pokrmy

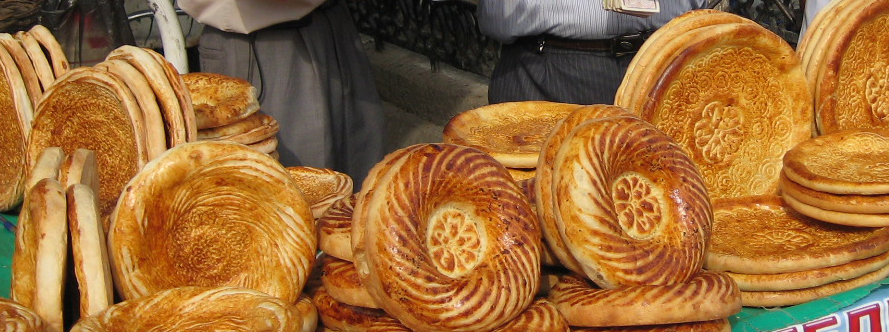
Chléb non

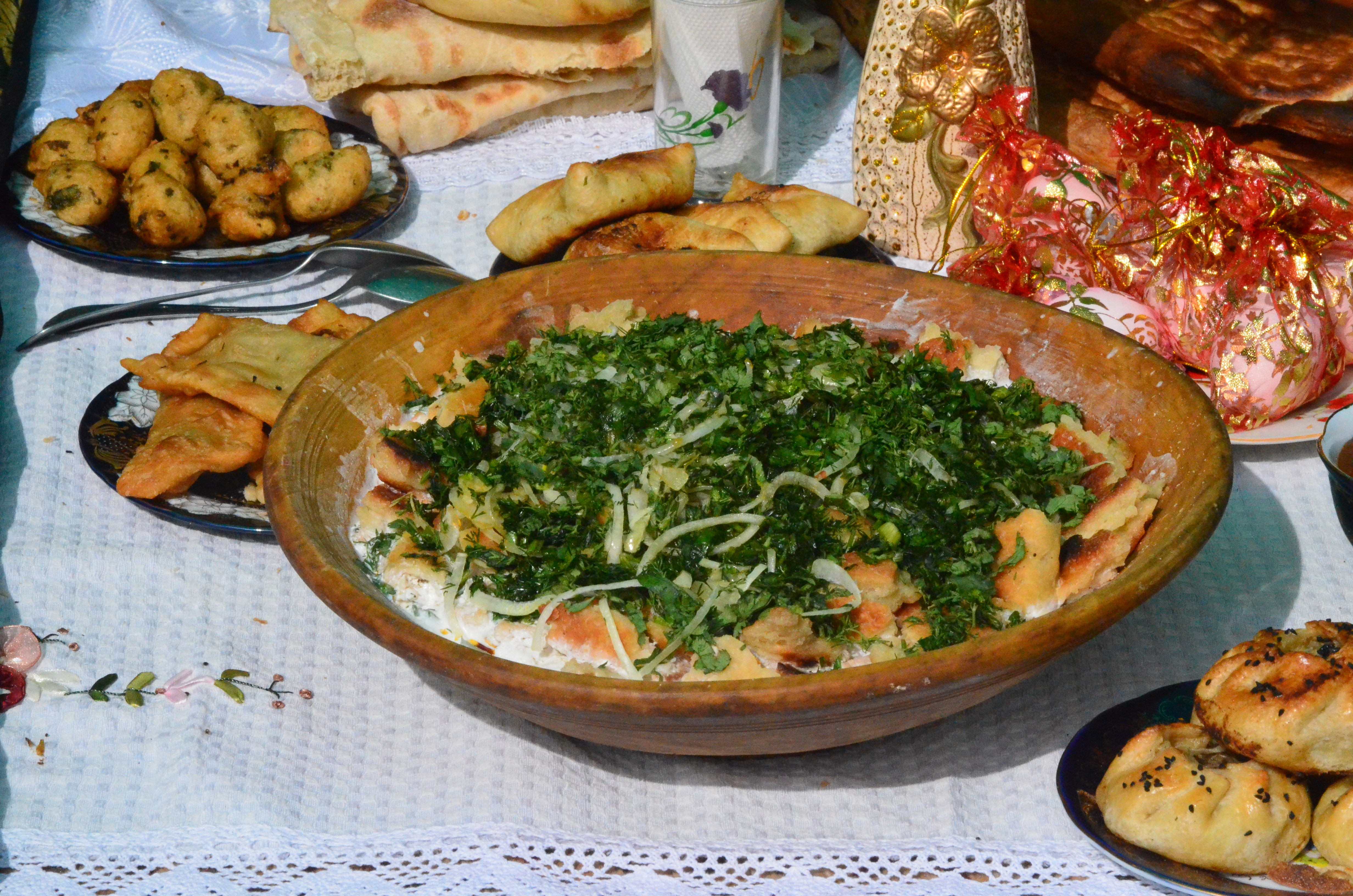
Kurutob

Tádžická kuchyně v sobě spojuje vlivy z íránské kuchyně, středoasijské kuchyně a ruské kuchyně. Používá rýži, obilniny, různé druhy zeleniny a ovoce (především meruňky) a mléčné výrobky (jako je jogurt a kefír).

## Příklady tádžických pokrmů a nápojů
Příklady tádžických pokrmů a nápojů:
- Pilaf (v Tádžikistánu nazývaný též oš), rýžový pokrm se zeleninou (v Tádžikistánu obvykle s mrkví a tuřínem) a masem. Je to národní jídlo Tádžikistánu.
- Non, obdoba indického chleba naan
- Manti, knedlíčky plněné masem
- Samosa, pelmeně
- Bešbarmak, pokrm z nudlí, masa a vývaru
- Kurutob, kuličky ze slaného sýra podávané s chlebem
- Čaj